# Pedro, o Diácono (discípulo de Gregório Magno)

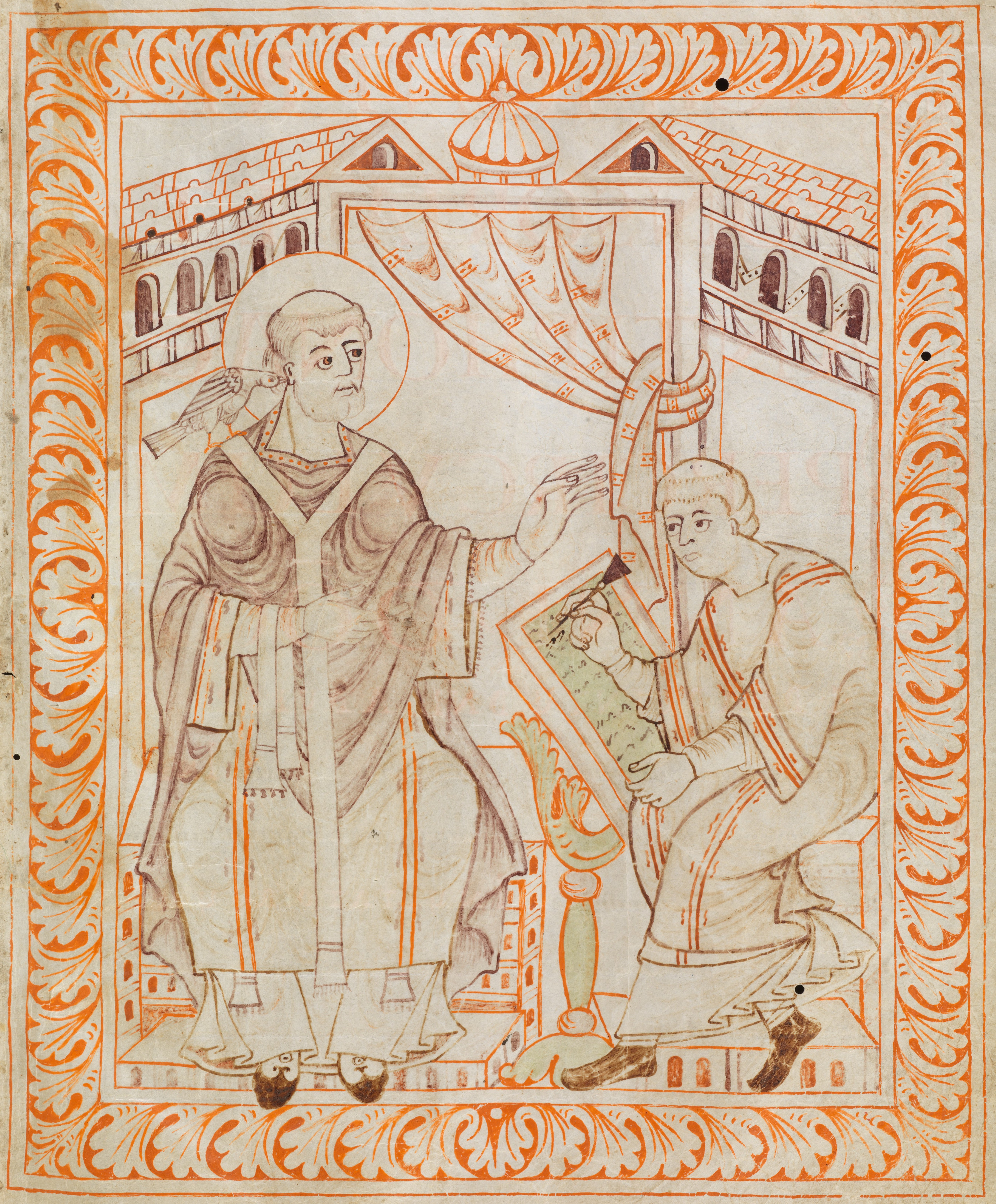
Segundo Pedro, enquanto ditava, o Espírito Santo, na forma de uma pomba, pairava sobre sua cabeça.

Pedro, o Diácono (em latim: Petrus Diaconus) foi um diácono discípulo e amigo de Gregório Magno que morreu em Roma em 12 de março de 605 ou 606. Foi por causa de seus questionamentos que Gregório escreveu seus "Diálogos" e é dele o depoimento que o Espírito Santo pairava na forma de uma pomba sobre a cabeça do grande papa.

## Atribuição
- "Petrus Diaconus" na edição de 1913 da Enciclopédia Católica (em inglês).  Em domínio público.